# Mieleras de Guanajuato
Las Mieleras de Guanajuato es un equipo de la Liga Mexicana de Baloncesto Profesional Femenil con sede en Guanajuato, Guanajuato, México.
Es el único que ha participado en cada una de las temporadas desde que se creó la liga en 2014 bajo el denominativo de LNBP Femenil, con 11 participaciones hasta el momento. Además, es el máximo equipo ganador de esta competencia, al conseguir hasta ahora cinco campeonatos, en las campañas 2015, 2016, 2019, 2022 y 2024.

## Historia
Después de participar con el mote de Freseras de Irapuato en la entonces Liga de Desarrollo de Baloncesto Femenil (LIBAFEM), se decidió que el equipo se trasladara a Guanajuato capital para formar parte de la primera temporada histórica de la entonces Liga Nacional de Baloncesto Profesional Femenil, en 2014.
En la temporada inaugural, Mieleras finalizó en la segunda posición en la fase regular con récord de 16 triunfos y dos derrotas en 18 partidos, con lo que avanzó a los playoffs. El Final Four se celebró el 21 y 22 de junio de 2014 en el estadio Frontón Cerrado, en Ciudad de México. En semifinales, la quinteta guanajuatense cayó con marcador 91-85 ante Pumas Club, mientras que en la otra llave, RielerAgs sucumbió 81-55 ante Águilas de Tabasco, a la postre campeonas.
En el duelo por el tercer lugar, Mieleras derrotó con autoridad 81-58 al equipo de Rielerags de Aguascalientes, para ubicarse por primera vez en el podio del baloncesto femenil.
El primer roster histórico del equipo en la entonces LNBP Femenil estuvo conformado por Alejandra Sánchez, Verónica Sandoval, Claudia Lara, Aidé Gutiérrez, Samantha Gutiérrez, Patricia Rodríguez, Alejandra Ramos, Itzel Villegas, Mariel Rodríguez, Ana Ortiz, Belén Lara y Sandy Rangel, así como las entonces seleccionadas nacionales Annel Tapia, Martha Camacho y Giovana Tapia.

## Jugadores

### Roster
| Mieleras de Guanajuato Temporada 2025 |    |                           |                                      |
| C U E R P O T É C N I C O             |    |                           |                                      |
| Entrenador                            |    | Bandera de México         | José Carlo Villegas Flores           |
| Asistente                             |    | Bandera de México         | Ana Itzel Villegas Flores            |
| J U G A D O R E S                     |    |                           |                                      |
| Alero                                 | 3  | Bandera de Estados Unidos | Destiny Demetriana Pitts             |
| Base                                  | 4  | Bandera de El Salvador    | Hillary Fabiola Martínez Argueta     |
| Base                                  | 6  | Bandera de México         | Zoé Flores (J)                       |
| Alero                                 | 7  | Bandera de México         | Perla Rubí Hernández Fierro          |
| Base                                  | 9  | Bandera de México         | Elena Araujo (J)                     |
| Escolta                               | 10 | Bandera de México         | Cinthya Perea Arana                  |
| Escolta                               | 13 | Bandera de México         | Mayra Gil Ramírez                    |
| Pívot                                 | 14 | Bandera de México         | Diana Cano Ledesma                   |
| Base                                  | 18 | Bandera de México         | María Fernanda Sotelo Ortega         |
| Escolta                               | 20 | Bandera de Estados Unidos | Justicia Mia Castañeda               |
| Escolta                               | 21 | Bandera de México         | Martha Alejandra Castillo Delgadillo |
| Escolta                               | 24 | Bandera de Estados Unidos | Verónica Isabel Preciado             |
| Base                                  | 26 | Bandera de Venezuela      | Jomelys Angelica Urbina Manrique     |
| Pívot                                 | 50 | Bandera de México         | Kimberly Michelle Taylor Aguilar     |
| = Capitán                             |    |                           |                                      |
| = Lesionado                           |    |                           |                                      |
| (J) = Juvenil                         |    |                           |                                      |

 =  Cuenta con nacionalidad mexicana. 